# Guida alpina

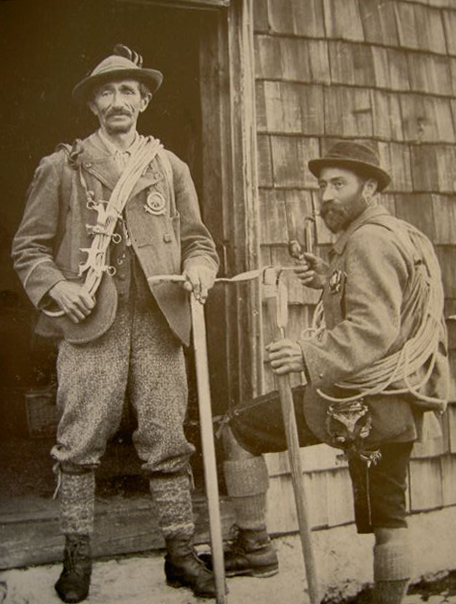
Le guide alpine austriache Anselm Klotz (a sinistra) e Josef Frey (a destra), in una foto del XIX secolo.

La guida alpina (detta anche guida di montagna) è la figura professionale che ha il compito di guidare escursionisti e alpinisti lungo i sentieri e le vie di montagna e ricopre il ruolo di alpinista professionista, con approfondite conoscenze di arrampicata, di attraversamento di nevai e ghiacciai e di tutte quelle attività legate alla montagna, anche d'emergenza. 
Tali conoscenze sono anche impartite sul campo agli escursionisti. Allo stesso tempo la guida alpina si assicura che gli escursionisti stiano scalando in piena sicurezza, quindi al riparo da tutti i pericoli (ambientali e fisiologici) tipici dell'andar per monti. Le varie associazioni nazionali delle guide alpine fanno parte di una federazione internazionale detta Union Internationale des Associations de Guides de Montagnes (UIAGM).

## Storia
La nascita della professione della guida alpina viene fatta coincidere con la prima ascensione del Monte Bianco effettuata da Jacques Balmat e Michel Gabriel Paccard nel 1786. L'anno successivo a quell'ascensione infatti Balmat calca nuovamente la vetta del rilievo in compagnia dello scienziato Horace-Bénédict de Saussure dando inizio alle prime gloriose ascensioni con guida sulle tracce dei pionieri.
In realtà gli albori del mestiere non sono assolutamente databili con precisione, e fin dall'anno mille giunge notizia di giovani valligiani, i cosiddetti “marrons”, che accompagnavano i pellegrini nell'attraversamento dei valichi alpini di maggior transito come il Colle del Gran San Bernardo. D'altronde la conoscenza dei valichi, dei passi e del territorio alpino in generale era fondamentale per le transumanze, o per la caccia, e si sono rivelate economicamente fruttuose nel momento in cui tra l'alta borghesia del XIX secolo, esplose la moda dell'andar per monti.
Dal XIX secolo le guide alpine si sono radunate in associazioni. Nel 1821 nasce la prima associazione del genere a Chamonix, la Compagnie des guides de Chamonix. La seconda associazione nasce nel 1850 in Italia e riguarda la Società Guide Alpine Courmayeur.

## Discipline
Alcune discipline e materie in cui una guida alpina è tipicamente esperta:
- Alpinismo
- Alta montagna
- Arrampicata su roccia
- Arrampicata su ghiaccio
- Cascata di ghiaccio
- Nivologia, ARVA
- Meteorologia
- Sci
- Sci alpinismo
- Sicurezza e autosoccorso

In virtù di queste conoscenze una guida alpina può di conseguenza accompagnare i clienti in vari sport di montagna come l'escursionismo, il freeride, il torrentismo e le vie ferrate.

## La guida alpina in Italia
In Italia la materia è stata regolamentata con la legge 2 gennaio 1989 n. 6, sull'"Ordinamento della professione di guida alpina." La guida alpina diviene l'unica figura professionale abilitata a insegnare e accompagnare tutte le attività dell'alpinismo e sci alpinismo.
A livello amministrativo la legge ha previsto la creazione dei Collegi Regionali e del Collegio Nazionale delle guide alpine, e di una Commissione tecnica per elaborare i corsi di formazione e aggiornamento.
Per divenire guida è necessario seguire un percorso formativo, tenuto su base regionale ogni due anni, costituito da:
- una preselezione iniziale con curriculum: è il test d'ingresso teorico e pratico per verificare che il candidato abbia già una certa esperienza alpinistica. Esistono dei corsi propedeutici per affrontare la preselezione;
- il corso per aspirante guida: è un corso di una dozzina di insegnamenti, detti moduli, con relativi esami, che si distribuiscono nell'arco di un anno e mezzo; superati gli esami l'allievo diviene "aspirante guida", potendo svolgere l'attività con alcune limitazioni;[11][12]
- il corso per guida alpina: vi si accede dopo due anni di pratica come aspirante guida ed è il corso che, superati i relativi esami, permette l'iscrizione nell'albo professionale come guida alpina vera e propria.